# Jens Peter Kaj Jensen
Jens Peter Kaj Jensen (født som fiskersøn 25. oktober 1965 i Middelfart) er dansk forfatter. 

## Baggrund
Jens Peter Kaj Jensen er cand.phil. i filosofi fra 1997 og uddannet fra Forfatterskolen i 2007. Fra 2011 har han været bosat i Madrid.
Forfatteren var i efteråret 2018 en af tre initiativtagere til stiftelsen af Selskab for Filosofi og Litteratur.
Jensen har sammen med Ulf Vincents Olsen, Joachim Wrang og Svend-Åge Petersen initieret og redigeret debatbogsserien Genmæle siden 1995. Jensen har skrevet meget om fodbold i sine bøger og har selv spillet på Forfatterlandsholdet.

## Forfatterskab
I romanen Sofa (2007) lider jeg-fortælleren af en  aspergers-lignende forstyrrelse, som viser sig ved, at han holder sammen på sine tanker med indviklede, regelstyrede systemer af lister og lister over lister. I Sofa, synes tallet 23 at spille en særlig rolle for historien. 23 er det antal knivstik, hvormed Julius Cæsar blev myrdet efter en konspiration, hvor vennen Marcus Junius Brutus spillede hovedrollen. 
I novellesamlingen Kig på damen (2010) anvendes der i mange af novellerne en særlig fortælleposition. I novellen 'Det er sådan, du ser mig' beskriver jeg-fortælleren sig selv gennem sin fjendes øjne. I 'Langå' skiftes en kvinde og en mand til at fortælle de samme episoder i deres seksuelle rollespil i et tog. I 'Flyveskalle mod åben dør' overraskes læseren halvvejs i novellen af fortællerens køn. Flere af novellerne er skrevet som andenpersonsfortællinger, altså Du-henvendelser.

## Udgivelser
- Afstande over vand, Ekbátana 2020 (roman)
- Bo fra Østerbro, Vilde Dyr 2018 (børnebog)
- Piazza del Popolo, Lystens værk 2016 (roman)
- Døgner, Solidaritets Forlag 2016 (digte)
- Atlético og Real, Slagterne fra Bilbao 2014 (e-bog, fodboldsociologi)
- Bestemt, Frydenlund 2014 (grammatik og sproganalyse)
- Celeste, Solidaritets Forlag 2013 (roman)
- Kig på damen, Gyldendal 2010 (novellesamling)
- Sofa, Anblik 2007 (roman)
- Forfatterskolens Afgangsantologi, Basilisk 2007 (novelle-bidrag)
- Filosofiske kugler, Klim 2001 (filosofibog, medforfatter og -redaktør)
- Filosofiens grunddiscipliner, Gyldendal 2000 (filosofibog, medforfatter)
- Det frie menneske – en bog om fremmedgørelse, frihed og frigørelse, Odense Universitetsforlag 2000 (filosofibog)
- Muren & Spøgelset, Klim 1996 (debatbog, medforfatter og -redaktør)

## Eksterne links
- Anmeldelse af Sofa i Weekendavisen
- Anmeldelse af Sofa i Fyns Amtsavis
- Omtale af Sofa i Kulturmagasinet Skopet Arkiveret 29. september 2007 hos  Wayback Machine
- Novelle fra Kig på damen offentliggjort på Sentura Arkiveret 1. november 2013 hos  Wayback Machine
- Anmeldelse af Kig på damen i MetroXpress Arkiveret 7. februar 2010 hos  Wayback Machine
- Forfatterens blog